# Invariant
En matemàtiques, un invariant és una propietat sostinguda per un tipus d'objectes matemàtics que no canvien davant de transformacions. Més formalment una entitat es considera invariant sota un conjunt de transformacions si la imatge transformada de l'entitat és indistingible de l'entitat original.
La propietat de ser invariant es coneix com a invariància. El descobriment d'invariància és un pas important en el procés de classificació dels objectes matemàtics.
La invariància s'utilitza en diverses àrees de les matemàtiques, com per exemple la geometria, la topologia i l'àlgebra. Algunes transformacions es defineixen amb una invariant, com per exemple els mapes de conformació que es defineixen com les transformacions del pla que conserven els angles. El descobriment de l'invariant és un pas important en el procés de la classificació dels objectes matemàtics.

## Exemples senzills
- Un exemple molt obvi d'invariància podria ser la nostra capacitat contar. Per a un conjunt finit d'objectes de qualsevol tipus, sempre arribarem al mateix nombre d'elements, independentment de com comptem els objectes en el conjunt. La quantitat (nombre cardinal) s'associa amb el conjunt i és invariant dins del procés de contar.
- La distància entre dos punts en una recta, no canvia al sumar una mateixa quantitat a dos punts, és a dir és invariant sota la suma, però si els multiplicació per una mateixa quantitat (excepte l'1) canvia la distància; llavors no és invariant respecte la multiplicació.
- La simetria també pot ser considerada una forma d'invariància.
- Una identitat, una equació que sempre és certa per a qualsevol valor de les seves variables, és a dir, invariant. Això també es compleix amb algunes desigualtats.
- Un altre exemple interessant són les invariàncies algebràiques que apareixen a àlgebra lineal, càlcul tensorial i topologia.

Els angles i les raons de les distàncies són invariants sota escales, rotacions, translacions i reflexions. Quan es fan aquestes transformacions es donen casos similars, que és la base de la trigonometria.
Tots els cercles són similars pel que es pot transformar en si i la relació entre la circumferència i el diàmetre és invariable i igual a pi.

## Invariància en física
Una noció física fonamental és la d'observador. En totes les teories físiques es pressuposa l'existència d'algun tipus de realitat objectiva i un nombre potencialment infinit d'observadors diferents capaços d'observar i mesurar aquesta realitat. Totes les teories físiques inclouen l'axioma o principi d'objectivitat segons el qual encara que diferents observadors poden arribar a mesures diferents de la mateixa realitat objectiva, totes elles són relacionables mitjançant regles generals, és a dir, l'objectivitat del món material es reflecteix en la intersubjectivitat de les mesures físiques.
Pot demostrar que l'existència d'intersubjectivitat de les mesures fa que poden formar-se certes expressions matemàtiques que relacionen les mesures que són invariants en forma.

## Invariància en programació
Un invariant és una condició o propietat que es manté certa en certs punts del programa, com per exemple, descriure l'estat de les variables d'un bucle abans que se n'avaluï la seva condició. S'usa sobretot en la depuració de programes en les últimes fases del seu desenvolupament o en modificar codi existent (prova de regressió).
Per exemple, els compiladors analitzen l'invariant d'un bucle per saber com paral·lelitzar-lo o vectorialitzar-lo. Hi ha casos d'optimització en els que podem fer servir l'invariant d'un bucle per treure aquesta part a fora i vagi més rapid.
Un altre exemple seia per passar una funció recursiva a iterativa.
Un algorisme pot ser trivial formular-lo com un procés recursiu, però no ser tan clar com fer-lo iteratiu (Mètode de Burstall).
- Exemple

```
/* INVARIANT I*/
While (C){
S;
/*INVARIANT I*/
}
```

-En el codi l'invariant "I" es compleix abans d'executar-se la primera iteració i just després de cada una d'elles.
-A "S" es modifica el valor de les variables però mantenen la relació definida entre elles per l'invariant "I".
-Quan el bucle arriba al final, també ho fa complint l'invariant "I".
--